# Universitario de Deportes
Club Universitario de Deportes (eller bare Universitario de Deportes) er en peruviansk fodboldklub fra hovedstaden Lima. Klubben spiller i landets bedste liga, Primera División de Peru, og har hjemmebane på stadionet Estadio Monumental. Klubben blev grundlagt den 7. august 1924, og har siden da vundet 26 mesterskaber.
Universidads største rivaler er en anden Lima, Alianza Lima, der dog traditionelt har været overlegen i forhold til Universidad.

## Historie
Klubben blev grundlagt den 7. august 1924 som Federación Universitaria også kendt som Federación Universitaria de Fútbol af studerende og professorer fra National University of San Marcos.
I 1928 tillod det peruvianske fodboldforbund klubben at komme ind i den peruvianske Primera División, landets førende division.

## Titler
- Peru mesterskab (26): 1929, 1934, 1939, 1941, 1945, 1946, 1949, 1959, 1960, 1964, 1966, 1967, 1969, 1971, 1974, 1982, 1985, 1987, 1990, 1992, 1993, 1998, 1999, 2000, 2009, 2013.
  - Torneo Apertura (7): 1998, 1999, 2000, 2002, 2008, 2016, 2020.
  - Torneo Clausura (1): 2000

## Kendte spillere
Tekst mangler, hjælp os med at skrive teksten